# Merriam Woods
Merriam Woods é uma vila localizada no estado americano de Missouri, no Condado de Taney.

## Demografia
Segundo o censo americano de 2000, a sua população era de 1142 habitantes.
Em 2006, foi estimada uma população de 1195, um aumento de 53 (4.6%).

## Geografia
De acordo com o United States Census Bureau tem uma área de
3,7 km², dos quais 3,7 km² cobertos por terra e 0,0 km² cobertos por água.

## Localidades na vizinhança
O diagrama seguinte representa as localidades num raio de 12 km ao redor de Merriam Woods.